# Peter Hoffmann (Schriftsteller)

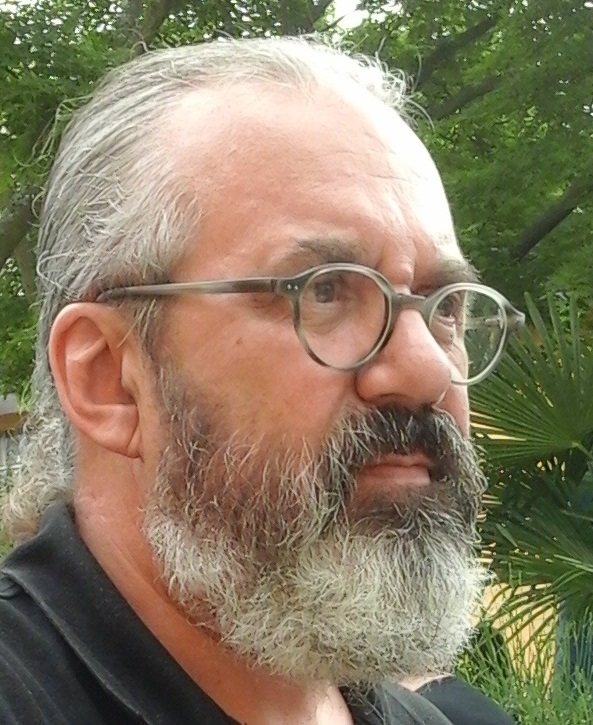
Peter Hoffmann (2016)

Peter Hoffmann (* 7. Juli 1956 in Friedersdorf) ist ein deutscher Schriftsteller und Publizist.

## Leben und Werk
Peter Hoffmann war zunächst Eisenbahner, absolvierte aber später ein Fernstudium am Literaturinstitut Leipzig. Danach lebte er ein paar Jahre als selbstständiger Schriftsteller. Seinen Lebensunterhalt verdiente er zu DDR-Zeiten mit Lesungen und Veranstaltungen zur Literatur; in Zeitungen wie der Wochenpost und Kinderzeitschriften wie Bummi veröffentlichte er Beiträge. Nach der Wende (1989/90) arbeitete er kurze Zeit im Katastrophenschutz, später in einem Zeitungsvertrieb und als Redakteur sowie als stellvertretender Geschäftsführer eines Anzeigenblattes in Bitterfeld.
Er wohnt in seinem Geburtsort Friedersdorf, wo er sich als Vorsitzender eines Kulturvereins engagierte, der unter anderem junge Autoren schult und fördert.
Derzeitige Arbeitsbereiche sind: Kurzprosa und Herausgebertätigkeit. Hoffmann ist Mitglied im Friedrich-Bödecker-Kreis und im Deutschen Journalisten-Verband (djv). Er engagiert sich seit Jahren für Muskelkranke und behinderte Kinder, mit denen er zusammen sprachliche Projekte entwickelt.

## Kritik
Zu dem Band Leben in Friedersdorf, Band V: Der Autor will Geschichte durch Geschichten neu entstehen lassen, eine Geschichte, die die Leser gut nachvollziehen können, Geschichte zumal, die die Leser in der Region selbst gemacht haben.

## Veröffentlichungen

### Selbstständige Veröffentlichungen
- Co-Autor/Co-Herausgeber: Farbmischung. Miniaturen, Fabeln und Gedichte, 1996
- Mitarbeit in: Sho Hayashi et al.: Neue deutsche Skandale in Karikaturen. Dogakusha-Verlag, Tokio 1996
- Die Schwalbe möge wiederkommen. Geschichten, 1998.
- Als Bitterfeld noch ein Bier hatte. Bitterfeld 2000.
- Leute aus Friedersdorf. Friedersdorf 2002.
- Die Hexe von Hohenroda. Leipzig 2005, ISBN 3-938873-82-5.
- Jackel und der Ochsenschneck. Leipzig 2006, ISBN 3-86703-011-1.
- Co-Autor: Wirklichkeit begreifen und neu erfinden – Förderung ästhetischen Empfindens und Gestaltens.; in: Praxisbuch Sozialpädagogik. Band 3, Bildungsverlag EINS, Troisdorf 2007, ISBN 978-3-427-75411-4, S. 93–119
- Leben in Friedersdorf. Teil 1, Leipzig 2007, ISBN 978-3-86703-537-8.
- Leben in Friedersdorf. Teil 2, Grimma 2008, ISBN 978-3-940167-33-0.
- Folgen einer Gewitternacht. Grimma 2007, ISBN 978-3-940167-51-4.
- Leben in Friedersdorf. Teil 3, Grimma 2009, ISBN 978-3-940167-89-7.
- Ein Winter in Aquitanien, Entdeckungen vor verschlossenen Türen. Grimma 2009, ISBN 978-3-940167-98-9.
- Leben in Friedersdorf. Teil 4, Borsdorf 2010, ISBN 978-3-942693-23-3.
- Wenn der Hafer sticht. Leipzig 2011, ISBN 978-3-942693-86-8.
- Wie Rudi manchmal sein kann. Verein für Kultur und Lebenshilfe, Muldestausee 2011.
- Wie Rudi eine Freundin fand. Verein für Kultur und Lebenshilfe, Muldestausee 2011.
- Leben in Friedersdorf. Teil 5, Borsdorf 2014, ISBN 978-3-86468-835-5.
- Wir bleiben zusammen, Borsdorf 2016, ISBN 978-3-96014-133-4
- Wird man jemals verstehn, Borsdorf 2016, ISBN 978-3-96014-193-8
- Rudi auf dem Regenbogen, Erfurt 2017, ISBN 978-3-946219-12-5
- Jette mit der Kastagnette, Dorise Verlag, Erfurt 2017, ISBN 978-3-946219-17-0, gefördert vom Bundesministerium für Familie, Senioren, Frauen und Jugend, vom Bundesprogramm Demokratie leben! und der Stadt Bitterfeld-Wolfen
- Hört denn das niemals auf, Illustrationen Annegret Hoffmann, Edition Winterwork, 2018; ISBN 978-3-96014-523-3
- Jettes Kinder und das blaue Licht, Dorise Verlag, Erfurt 2019; gefördert vom Bundesministerium für Familie, Senioren, Frauen und Jugend, vom Bundesprogramm Demokratie leben! und der Stadt Bitterfeld-Wolfen
- Bitterfelder erinnern sich, Lebenswege – was beinahe in Vergessenheit geraten wäre, Peter Hoffmann im Gespräch mit Einwohnern der Stadt, Hg.: Förderkreis für Städtepartnerschaften der Stadt Bitterfeld e.V., Verlag winterwork, Bondorf 2023
- Zeit mit Rudi, Edition Winterwork, 04451 Borsdorf, 2023, 133 S., ISBN 978-3-96014-992-7

### Veröffentlichungen als Herausgeber
- Auf dem Weg zu mir. Bitterfeld 1994.
- Ich bremse auch für Wessis. Bitterfeld 1994.
- Lebenswege. Bitterfeld 1996.
- Wir in Europa und in der Welt. Bitterfeld 1997.
- Bitterfeld – Mosaik der Erinnerungen. Bitterfeld 1999.
- Fluchtpunkt. Leipzig 2005, ISBN 3-938873-83-3.
- Sommeruntergang. Leipzig 2006, ISBN 3-86703-184-3.
- Nicht so wie Du, nicht so wie ich. Leipzig 2007, ISBN 978-3-86703-696-2.
- Spiegelgericht. Grimma 2008, ISBN 978-3-940167-56-9.
- Oft stößt du an Grenzen. Grimma 2010, ISBN 978-3-942150-72-9.
- Libellen im Wind – Über die Liebe. Leipzig 2011, ISBN 978-3-86468-043-4.
- Der grüne Dackel. Borsdorf 2012, ISBN 978-3-86468-337-4.
- Ein Schultag mit Coco – Schülertexte aus der Gemeinde Muldestausee, Pelikan e.V. (Sachsen-Anhalt), Borsdorf 2020

### Hörbuch
- zusammen mit Klaus W. Hoffmann und Elke Bannach: Heimat und Begegnungen, Tonkunst Manufaktur, Marl 2020 (Unterstützt von der Stadt Bitterfeld-Wolfen und gefördert vom Bundesministerium für Familie, Senioren, Frauen und Jugend)